# コーディ・ランサム
ブライアン・コーディ・ランサム（Bryan Cody Ransom , 1976年2月17日 - ）は、アメリカ合衆国アリゾナ州メサ出身の元プロ野球選手（内野手）。右投右打。

## 経歴

### アマチュア時代
チャンドラー高校を卒業した1995年に43巡目でクリーブランド・インディアンスに指名されるが拒否し、サウス・マウンテン短大に進学。在学中に2人の死者を出す交通事故に巻き込まれるが、助かった。1998年からはグランド・キャニオン大学に移り、大学野球で.330、8本塁打、48打点の活躍をする。

### ジャイアンツ時代
1998年ドラフト9巡目（全体278位）でサンフランシスコ・ジャイアンツに指名され契約を結びプロ入りを果たした。
2001年9月5日のアリゾナ・ダイヤモンドバックス戦でメジャーデビューを果たした。ジャイアンツ時代は主に守備固めで起用され、マイナーとメジャーの往復が続いた。
2002年9月29日のシーズン最終ヒューストン・アストロズ戦でメジャー初スタメン出場を果たし、第1打席にロイ・オズワルトからメジャー初安打を記録する。第3打席にはブランドン・パッファーから安打してメジャー初打点を記録。この際、二塁から生還した同僚・新庄剛志の走塁に感謝し、同じく同試合でメジャー初打点を挙げた際の新庄の一塁から生還する走塁に感謝した若手の同僚・トレイ・ランスフォードと共に、試合後の新庄へ礼を述べた。
2003年8月8日のフィラデルフィア・フィリーズ戦でビセンテ・パディーヤからメジャー初本塁打を放った。
2004年12月21日にFAとなった。

### レンジャーズ・カブス時代
2005年1月20日にシカゴ・カブスとマイナー契約を結んだ。3月30日、金銭トレードでテキサス・レンジャーズへ移籍した。AAA級オクラホマ・レッドホークスでプレーするも、5月25日に放出された。2日後の27日にカブスと再契約を結び、シーズンの残りをアイオワ・カブスでプレーした。10月15日にFAとなった。

### アストロズ時代
2006年1月27日にシアトル・マリナーズと契約した。スプリングトレーニングでは19試合に出場し、打率.219だった。マイナーへ合流したのち、3月30日にヒューストン・アストロズへ金銭トレードで移籍した。このシーズンはAAA級ラウンドロック・エクスプレスでプレーした。
2007年、3年ぶりにメジャー昇格を果たし、9月16日のピッツバーグ・パイレーツ戦ではポール・マホームからメジャー復帰後初の本塁打を放った。

### ヤンキース時代

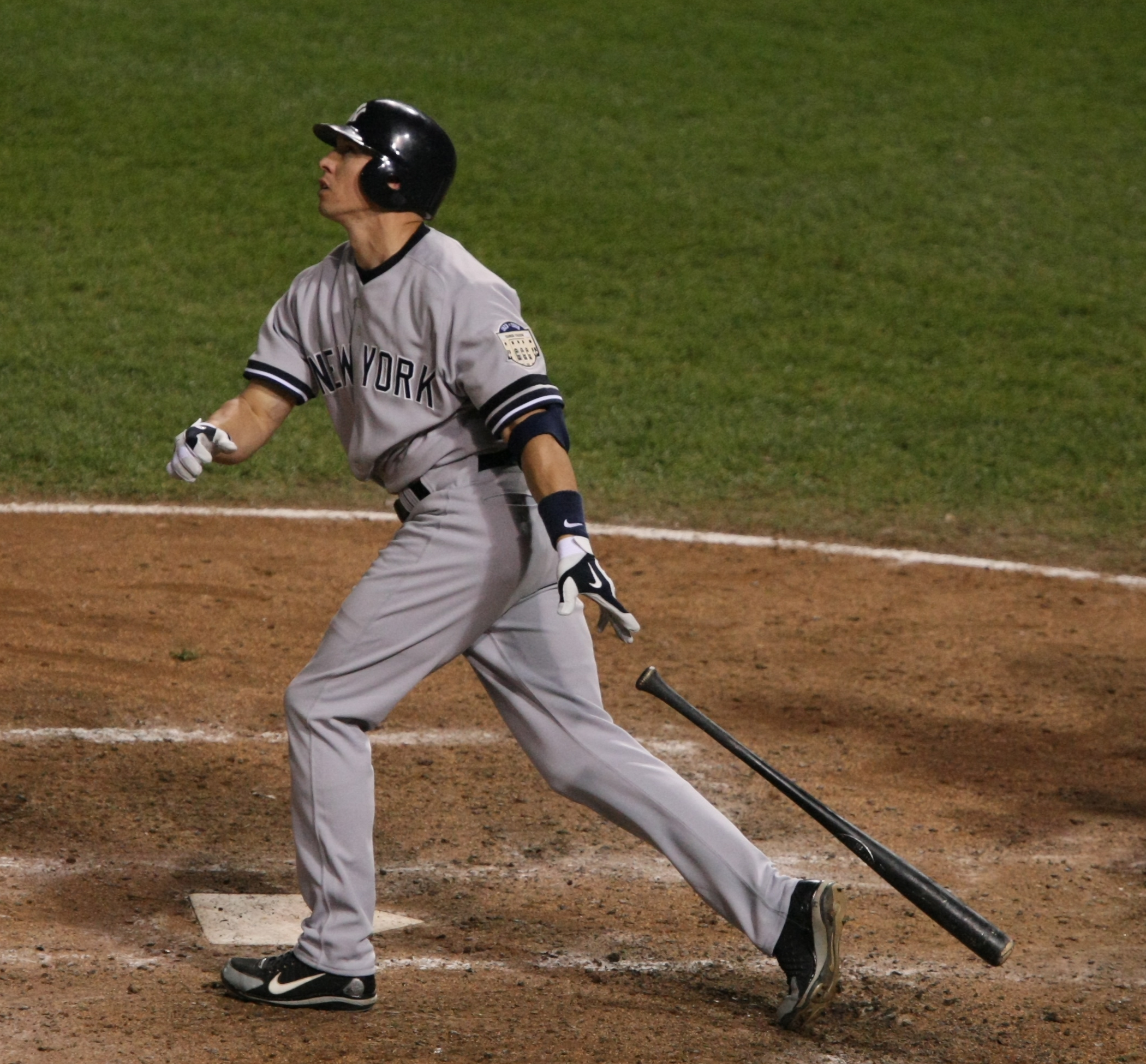
ニューヨーク・ヤンキース時代
(2008年8月22日)

2007年11月27日にニューヨーク・ヤンキースとマイナー契約を結んだ。2008年8月15日にメジャー昇格。球団史上初となる移籍後初打席から2打席連続本塁打を放った。1本目は8月17日のカンザスシティ・ロイヤルズ戦、2本目は8月22日のボルチモア・オリオールズ戦であった。9月21日のオリオールズ戦ではブライアン・ロバーツが放った打球を一塁へ素早く投げアウトにした。これがこの年限りで閉鎖となるヤンキースタジアムの歴史上最後の刺殺となった。9月26日のボストン・レッドソックス戦では自身初の1試合2本塁打を放った。
2009年はアレックス・ロドリゲスが右臀部の手術で開幕が間に合わないため、三塁手で自身初の開幕スタメンを果たした。しかし、4月25日自身も四頭筋を故障しDL入りとなった。8月5日にDFAとなり、同月7日に放出された。しかし、その3日後の10日にヤンキースとマイナー契約を結んだ。内野のユーティリティーとして重宝された。11月9日にFAとなった。

### フィリーズ時代

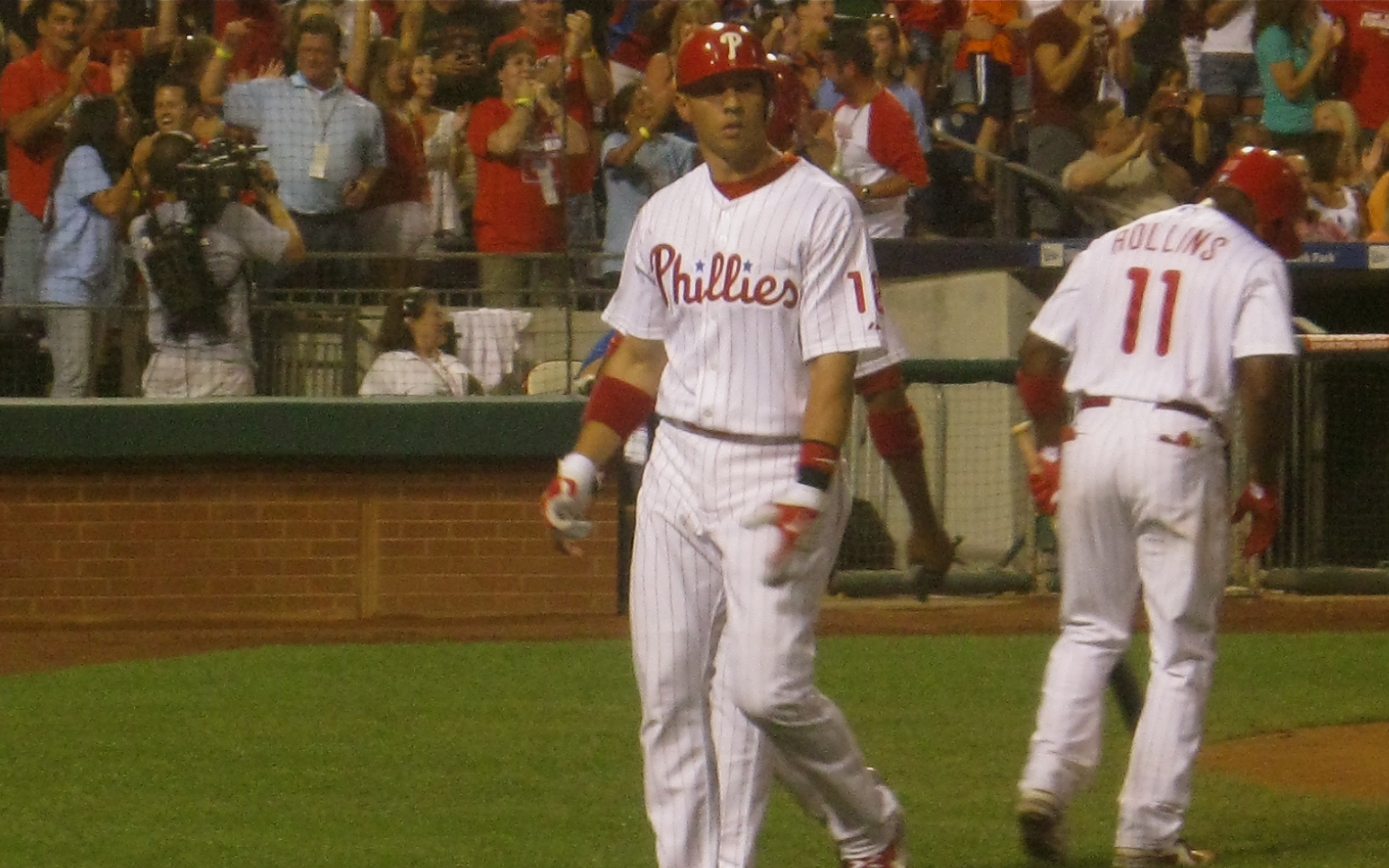
フィリーズ時代（2010年7月9日）

2009年12月14日にフィラデルフィア・フィリーズとマイナー契約を結んだ。2010年は怪我で離脱したチェイス・アトリーやプラシド・ポランコの穴を埋めるために三塁手のほかに、二塁手や一塁手でのスタメン出場もあった。11月6日にFAとなった。

### ダイヤモンドバックス時代
2011年1月19日にアリゾナ・ダイヤモンドバックスと契約。ダイヤモンドバックスでは遊撃手と三塁手として起用された。10月10日にFAとなったが、12月11日にマイナー契約を結んだ。
2012年の開幕はAAAで過ごすも、クリス・ヤングが故障者リスト入りしたことに伴い、4月18日に昇格した。しかし5月21日にDFAとなった。

### ブルワーズ時代
2012年5月23日にウェーバーでミルウォーキー・ブルワーズへ移籍した。7月13日のピッツバーグ・パイレーツ戦で自身初の満塁本塁打を放った。主に遊撃手のスタメンとして起用された。ブルワーズでは自己最多の6本塁打を放つも打率.196と確実性を欠き、再びDFAとなった。

### ダイヤモンドバックス復帰
2012年8月31日にウェーバーでダイヤモンドバックスへ復帰した。11月3日にFAとなった。

### パドレス時代
2012年12月21日、サンディエゴ・パドレスとマイナー契約を結んだ。
2013年はチェイス・ヘッドリーやローガン・フォーサイスがスプリングトレーニングで故障したため、自身3度目の開幕ロースターに入り、自身2度目の開幕スタメンをはたした。しかし4月12日にDFAとなった。

### カブス時代
2013年4月16日にウェーバーでシカゴ・カブスへ移籍した。9月8日にDFAとなり、同月16日に放出された。

### 西武時代
2013年12月20日、埼玉西武ライオンズが獲得したと発表した。
2014年、開幕戦に7番・三塁で先発出場したが、38試合の出場で打率.212、2本塁打12打点と打撃が不調だった。7月27日に球団より戦力外通告を受け、翌28日にウエーバー公示にかけられることが発表された。

### ダイヤモンドバックス傘下時代
2015年2月24日にアリゾナ・ダイヤモンドバックスとマイナー契約を結んだ。AAA級リノ・エーシズで63試合に出場したが、打率.210、6本塁打、30打点という成績にとどまり、オフの11月6日にFAとなった。この年限りで現役を引退した。

### 現役引退後
2020年に、アリゾナ・ダイヤモンドバックス傘下ルーキー級アリゾナリーグ（AZL）のAZLダイヤモンドバックスのコーチに就任したが、新型コロナウイルスの感染拡大の影響でマイナーリーグが開催されなかった。2021年にアリゾナ・コンプレックスリーグ（ACL）のACLダイヤモンドバックスに改めて就任。2022年は傘下A級バイセイリア・ローハイドのコーチを務めた。
2023年からはワシントン・ナショナルズの選手育成部門のポストである内野守備コーディネーター（Infield Coordinator）を務める。

## 選手としての特徴・人物
球際の強さと強肩に加え、内野全ポジションをこなすユーティリティープレイヤー。打撃では選球眼の良さが魅力。
西武が彼を獲得する前にエステバン・ヘルマンとの交渉が35歳という年齢を理由に決裂したにもかかわらず、当時37歳の彼が指名されたことに対しては、野球ファンから疑問の声が相次いだ。西武時代は貧打・拙守・鈍足でファンの不安を的中させ、当時の伊原春樹監督からは「顔も見たくない」と酷評された。
ライオンズ時代に使われた応援歌の原曲はHot steppaの「Jericho」であり、ランサムの退団後も根強い人気を誇っている。

## 詳細情報

### 年度別打撃成績
| 年 度     | 球 団     | 試 合 | 打 席 | 打 数 | 得 点 | 安 打 | 二 塁 打 | 三 塁 打 | 本 塁 打 | 塁 打 | 打 点 | 盗 塁 | 盗 塁 死 | 犠 打 | 犠 飛 | 四 球 | 敬 遠 | 死 球 | 三 振 | 併 殺 打 | 打 率 | 出 塁 率 | 長 打 率 | O P S |
| --------- | --------- | ----- | ----- | ----- | ----- | ----- | -------- | -------- | -------- | ----- | ----- | ----- | -------- | ----- | ----- | ----- | ----- | ----- | ----- | -------- | ----- | -------- | -------- | ----- |
| 2001      | SF        | 9     | 7     | 7     | 1     | 0     | 0        | 0        | 0        | 0     | 0     | 0     | 0        | 0     | 0     | 0     | 0     | 0     | 5     | 0        | .000  | .000     | .000     | .000  |
| 2002      | SF        | 7     | 4     | 3     | 2     | 2     | 0        | 0        | 0        | 2     | 1     | 0     | 0        | 0     | 0     | 1     | 1     | 0     | 1     | 0        | .667  | .750     | .667     | 1.417 |
| 2003      | SF        | 20    | 28    | 27    | 7     | 6     | 1        | 0        | 1        | 10    | 1     | 0     | 0        | 0     | 0     | 1     | 0     | 0     | 11    | 0        | .222  | .250     | .370     | .620  |
| 2004      | SF        | 78    | 78    | 68    | 13    | 17    | 6        | 0        | 1        | 26    | 11    | 2     | 2        | 3     | 0     | 6     | 0     | 1     | 20    | 2        | .250  | .320     | .382     | .702  |
| 2007      | HOU       | 19    | 46    | 35    | 9     | 8     | 2        | 0        | 1        | 13    | 3     | 0     | 0        | 0     | 0     | 9     | 1     | 2     | 9     | 1        | .229  | .413     | .371     | .784  |
| 2008      | NYY       | 33    | 51    | 43    | 9     | 13    | 3        | 0        | 4        | 28    | 8     | 0     | 0        | 1     | 0     | 6     | 0     | 1     | 12    | 0        | .302  | .400     | .651     | 1.051 |
| 2009      | NYY       | 31    | 86    | 79    | 11    | 15    | 9        | 1        | 0        | 26    | 10    | 2     | 0        | 0     | 0     | 7     | 0     | 0     | 25    | 3        | .190  | .256     | .329     | .585  |
| 2010      | PHI       | 22    | 46    | 42    | 6     | 8     | 0        | 0        | 2        | 14    | 5     | 1     | 0        | 1     | 0     | 3     | 0     | 0     | 11    | 0        | .190  | .244     | .333     | .577  |
| 2011      | ARI       | 12    | 37    | 33    | 3     | 5     | 2        | 0        | 1        | 10    | 4     | 1     | 0        | 0     | 0     | 3     | 0     | 1     | 9     | 3        | .152  | .243     | .303     | .546  |
| 2012      | ARI       | 26    | 88    | 78    | 11    | 21    | 7        | 0        | 5        | 43    | 16    | 0     | 0        | 0     | 0     | 7     | 0     | 3     | 30    | 1        | .269  | .352     | .551     | .903  |
| 2012      | MIL       | 64    | 194   | 168   | 18    | 33    | 7        | 0        | 6        | 58    | 26    | 0     | 1        | 3     | 0     | 23    | 0     | 0     | 79    | 5        | .196  | .293     | .345     | .638  |
| '12計     | MIL       | 90    | 282   | 246   | 29    | 54    | 14       | 0        | 11       | 101   | 42    | 0     | 1        | 3     | 0     | 30    | 0     | 3     | 109   | 6        | .220  | .312     | .411     | .723  |
| 2013      | SD        | 5     | 11    | 11    | 0     | 0     | 0        | 0        | 0        | 0     | 0     | 0     | 0        | 0     | 0     | 0     | 0     | 0     | 5     | 0        | .000  | .000     | .000     | .000  |
| 2013      | CHC       | 57    | 182   | 158   | 21    | 32    | 10       | 1        | 9        | 71    | 20    | 0     | 0        | 1     | 0     | 22    | 0     | 1     | 57    | 4        | .203  | .304     | .449     | .753  |
| '13計     | CHC       | 62    | 193   | 169   | 21    | 32    | 10       | 1        | 9        | 71    | 20    | 0     | 0        | 1     | 0     | 22    | 0     | 1     | 62    | 4        | .189  | .286     | .420     | .706  |
| 2014      | 西武      | 38    | 138   | 118   | 8     | 25    | 8        | 0        | 2        | 39    | 12    | 0     | 1        | 1     | 0     | 18    | 1     | 1     | 49    | 1        | .212  | .321     | .331     | .652  |
| MLB：11年 | MLB：11年 | 383   | 858   | 752   | 111   | 160   | 47       | 2        | 30       | 301   | 105   | 6     | 3        | 9     | 0     | 88    | 2     | 9     | 274   | 19       | .213  | .303     | .400     | .703  |
| NPB：1年  | NPB：1年  | 38    | 138   | 118   | 8     | 25    | 8        | 0        | 2        | 39    | 12    | 0     | 1        | 1     | 0     | 18    | 1     | 1     | 49    | 1        | .212  | .321     | .331     | .652  |

### 記録
NPB
- 初出場・初先発出場：2014年3月28日、対東北楽天ゴールデンイーグルス1回戦（西武ドーム）、7番・三塁手で先発出場
- 初打席：同上、2回裏に則本昂大から空振り三振
- 初安打：同上、9回裏に則本昂大から左前安打
- 初打点：2014年3月29日、対東北楽天ゴールデンイーグルス2回戦（西武ドーム）、2回裏に塩見貴洋から中越適時二塁打
- 初本塁打：2014年4月1日、千葉ロッテマリーンズ1回戦（QVCマリンフィールド）、8回表に吉原正平から左ポール直撃ソロ

### 背番号
- 1 （2001年、2011年 - 2012年途中、2012年途中 - 同年終了、2013年）
- 2 （2002年 - 2004年）
- 10 （2007年）
- 29 （2008年 - 同年途中）
- 60 （2008年途中 - 同年終了）
- 12 （2009年 - 2010年）
- 21 （2012年途中 - 同年途中）
- 6 （2014年）